# Motståndsrörelser under andra världskriget
Motståndsrörelser under andra världskriget. På många ställen bakom fronten och på alla sidor fanns beväpnade irreguljära enheter, gerilla eller partisaner. Till dem kopplas störningen av en ockupation av en segerrik armé, men också många grymheter och brott mot krigets lagar.
På den allierade sidan finns många välkända exempel. Den aktiva motståndsrörelsen i Danmark var till exempel anledningen till att Danmark av de allierade våren 1945 erkändes som stridande part mot Nazityskland. I Norge utfördes ett lyckat attentat i Rjukan där tyskarna framställde tungt vatten för att kunna bygga atombomber. De mest kända är Titos partisaner i Jugoslavien och partisanerna i Sovjetunionen. I båda fallen band de upp stora tyska truppstyrkor. Četnici var en annan motståndsrörelse som utgjordes av serbiska nationalister som dock periodvis även kämpade mot Titos styrkor. I Polen verkade partisanförband under hela kriget. Warszawaupproret 1943 i Warszawas getto och Warszawaupproret 1944 fick båda en mycket blodig upplösning, det sista med att stora delar av staden lades i ruiner och upp till 200 000 civila dödsoffer. I Frankrike fanns det olika motståndsrörelser, bland annat en kommunistisk, som dock alla samlades under gemensam ledning underställda det Fria Frankrike från 1943. I Grekland verkade de grekiska motståndsrörelserna ELAS och EDES mot ockupanterna, tyskar, italienare och bulgarer. Motståndsrörelserna i västländerna fick efterhand stöd på olika sätt från de allierade styrkorna.
Men även på andra sidan fanns motståndsrörelser även om de är mindre kända - som i Baltikum och Ukraina mot Sovjet eller i Tyskland (Werwolf) under de allierades ockupation. I Ukraina var de politiska och militära förhållandena under kriget synnerligen komplicerade. Tyskarna behärskade aldrig de ockuperade områdena fullständigt och många olika politiska och etnoreligiösa fraktioner organiserade förband som stred för och mot tyskarna och mot varandra. Kommunister och nationalister stod mot varandra, liksom ukrainare stod mot både ryssar och polacker. Ytterligare en konfliktzon var den religiösa där grekiskt-katolska (uniater) stod mot ortodoxa. Klara motståndare mot Tyskland var de sovjetiska partisanförbanden, den polska kommunistiska folkarmén, Armia Ludowa, och den polska underjordiska hemmaarmén, Armia Krajowa. Dit hörde först även den nationalistiska ukrainska upprorsarmén (UPA), vilken dock från 1944 samarbetade med tyskarna mot ryssar och polacker. Situationen komplicerades av att de ungerska förband som ockuperade delar av Ukraina samarbeta med UPA långt innan tyskarna gjorde det.
Dessa aktiviteter bekämpades skoningslöst på alla sidor, med avrättningar och hämnd på civilbefolkningen.

## Danska motståndsrörelser
Danska motståndsrörelsen är ett samlingsnamn för ett stort antal olika grupper som aktivt, bland annat genom sabotage och likvideringar av kollaboratörer motarbetade den tyska ockupationen av Danmark under andra världskriget. Någon större samordning av motståndet förekom inte före grundandet av Danmarks frihedsråd 16 september 1943. Frihedsrådet sågs av grundarna som en alternativ regering vars viktigaste uppgift var att samordna de olika motståndsgruppernas aktioner. Rådet tog bland annat på sig uppgifterna att fördela de vapen som de allierade levererade och upprätthålla en illegal informationsverksamhet (illegala tidningar och flygblad). Frihedsrådet upplöstes i juli 1945.
De två största danska motståndsgrupperna var Holger Danske, grundat av Josef Søndergaard, och BOPA (Borgerlige partisaner). Holger Danske hade som mest ca 350 aktiva medlemmar, av vilka 64 stupade i aktion eller avrättades. Gruppen genomförde över 100 sabotageaktioner och dödade omkring 200 kollaboratörer. BOPA, som trots namnet (det betyder medborgerliga partisaner på danska) ursprungligen var en kommunistisk grupp, grundad av ett antal veteraner från spanska inbördeskriget, genomförde cirka 1000 sabotageaktioner. Som mest hade BOPA omkring 160 medlemmar av vilka 38 stupade.

## Franska motståndsrörelser
- Franska motståndsrörelsen Conseil national de la résistance(CNR)

## Grekiska motståndsrörelser
I Grekland fanns ELAS och EDES, vänster respektive höger-motståndsrörelser mot axelmakterna Tyskland, Italien och Bulgarien som ockuperade olika delar av Grekland. Motståndet tog fart med Slaget om Kreta när Hitler luftlandsatte tusentals fallskärmsjägare vid den 20 maj 1941 vid Maleme på Kreta. Civilbefolkningen bjöd direkt på motstånd vilket chockade tyskarna som inte var vana vid det. Motståndet brukade normalt ta flera veckor och månader att ta fart i det ockuperade Europa.

## Italienska motståndsrörelser
Den italienska motståndsrörelsen tog fart först efter att Italiens ledare Mussolini avsatts och den nya regeringen ingått vapenstillestånd med de allierade i september 1943. Den verkade i norra Italien där tyskarna upprättade Salòrepubliken, en italiensk marionettregim med Mussolini som ledare. Motståndsrörelsen bidrog till att så många som sju tyska divisioner hölls borta från frontlinjen mot de allierade och tvingade fram kapitulationen av två tyska divisioner i nordvästligaste Italien.

## Jugoslaviska motståndsrörelser
I Jugoslavien fanns främst två motståndsrörelser mot den italienska och tyska ockupationen: de mer betydande partisanerna under ledning av kommunisterna under Josip Broz Tito och de rojalistiska Četnici under ledning av Draža Mihailović (som dock tidvis samarbetade med ockupationsmakten).

## Judiska motståndsrörelser
- Antifascistisk militär organisation Antyfaszystowska Organizacja Bojowa
- Förenad Partisan organisation Fareinigte Partizaner Organizacje
- Judisk stridande organisation Żydowska Organizacja Bojowa
- Żydowski Związek Walki

## Litauiska motståndsrörelser
Den Litauiska Aktivistfronten, Lietuvos aktyvistų frontas (LAF), var en kortlivad motståndsrörelse som grundades 1940 sedan Litauen ockuperats av Sovjetunionen. Motståndsrörelsens mål var att befria Litauen och återupprätta landets självständighet. Den planerade och genomförde det litauiska Juniupproret i juni 1941 och etablerade en provisorisk regering, som verkade vid tiden mellan den sovjetiska och den tyska ockupationen. LAF förbjöds av tyskarna i september 1941. LAF är idag kontroversiell på grund av sin antisemitiska och antipolska ideologi.

## Nederländska motståndsrörelser
- Central Government Organizations For Help To People In Hiding (LO)
- Central Government Fighting Group (KP)
- Council of Resistance (RVV)

## Norska motståndsrörelser
- Hjemmefronten
- XU
- Sivorg
- Milorg

## Polsk motståndsarmé
Motståndet organiserades i första hand av resterna från de reguljära militära styrkorna genom Hemarmén (Armia Krajowa, AK) som var underställd exilregeringen i London.  Hemarmén organiserade bland annat Warszawaupproret 1944 och Lwowupproret 1944.
De Judiska Kamporganisationen (Żydowska Organizacja Bojowa) bildades i samband med Warszawaupproret 1943. Judiska Militära Föreningen (Żydowski Związek Wojskowy) som agerade inom Warszawas getto bestod av polsk-judiska officerare och hade stark koppling till Hemarmén. Bondebataljoner (Batliony Chłopskie) bildades 1940 och var delvis integrerade med Hemarmén. 
Folkgardet (Gwardia Ludowa) bildades 1940 av polska arbetarpartiet och blev vid Polens befrielse integrerat i Folkarmén, som var underställd det sovjetiska kommandot.
Efter kriget, när en sovjetutnämnd regering tog makten, kom vissa enheter inom Hemarmén att bedriva väpnat motstånd ända in på början av 1950-talet (så kallade "förbannade soldater", polska: Żołnierze wyklęci). Hemarmémedlemmarna blev efter kriget, speciellt under Stalins tid, förföljda, arresterade, liksom 2 miljoner andra polacker, utpekade som spioner, och sända till sovjetiska GULAGläger.  Vid amnestin 1956 blev 35 000 tidigare hemarmésoldater frigivna.

## Sovjetiska motståndsrörelser
- Unga gardet
- Sovjetiska partisaner

## Tyska motståndsrörelser
- Vita rosen
- Röda kapellet
- Edelweißpiraten

## Österrikiska motståndsrörelser
- Österrikiska motståndsrörelsen